# Beast of Burden
Beast of Burden — пісня британського рок-гурту The Rolling Stones, опублікована була у вересні 1978 року, під лейблом Rolling Stones Records. Пісня увійшла до альбому «Some Girls».
У 2004 році журнал «Rolling Stone» внесла пісню до списку 500 найкращих пісень усіх часів за версією журналу Rolling Stone та в список «500 найкращих рок-н-рольних пісень усіх часів».

## Випуск
Пісня була випущена як другий сингл з альбому «Some Girls». Журнал «Billboard» високо оцінив її «спокусливу лірику» та «помітний аромат R&B». Сингл потрапив на 8-е місце в США. Концертна версія була записана під час їхнього туру «The Rolling Stones American Tour 1981», і була опублікована як сторона-B до синглу «Going to a Go-Go», а також була перевидана у 2005 році в збірці «Rarities 1971—2003». Інша жива версія була записана під час їхнього туру «Licks Tour» у 2002—2003, і увійшла до живого альбому «Live Licks». Сингл увійшов до збірок: «Sucking in the Seventies», «Rewind (1971-1984)», «Jump Back», «Forty Licks» і «GRRR!». Існує версія, яка користується попитом серед колекціонерів, яка триває 5:20, в ній є додатковий текст.

## Учасники запису
- Мік Джаггер — вокал
- Кіт Річардс — гітара
- Ронні Вуд — гітара
- Чарлі Воттс — ударні
- Білл Ваймен — бас

Джерело:

## Позиції в чартах
| Чарти (1978)          | Позиція |
| --------------------- | ------- |
| США Billboard Hot 100 | 8       |